# انجمن سیاه‌پوستان جادویی آمریکا
انجمن سیاه‌پوستان جادویی آمریکا (انگلیسی: The American Society of Magical Negroes) یک فیلم کمدی آمریکایی محصول ۲۰۲۴ به نویسندگی، کارگردانی و تهیه‌کنندگی مشترک کوبی لیبی است. جاستیس اسمیث، دیوید آلن گرایر، ان-لی بوگان، درو تارور، میکلا واتکینس، آیشا هیندز، تیم بالتز، روپرت فرند و نیکول بایر در این فیلم ایفای نقش می‌کنند.
این فیلم برای اولین بار در جشنواره فیلم ساندنس در ۱۹ ژانویه ۲۰۲۴ به نمایش درآمد و پس از آن در ۱۵ مارس ۲۰۲۴ به وسیلهٔ فوکس فیچرز در ایالات متحده اکران شد.

## داستان
این فیلم طنزی از استعار سیاه‌پوستان جادویی است. قهرمان داستان آرن در یک جامعه جادویی از آفریقایی-آمریکایی‌ها استخدام می‌شود تا هدف مادام العمر خود را دنبال کند: برای آسان کردن زندگی سفیدپوستان.

## بازیگران
- جاستیس اسمیث
- دیوید آلن گرایر
- ان-لی بوگان
- درو تارور
- میکلا واتکینس
- آیشا هیندز
- تیم بالتز
- روپرت فرند
- نیکول بایر

## بازاریابی
پیش‌پرده رسمی این فیلم در ۱۵ دسامبر ۲۰۲۳ منتشر شد.